# Sussex (Canada)
Sussex is een plaats (town) in de Canadese provincie New Brunswick en telt 4241 inwoners (2006). De oppervlakte bedraagt 9,03 km².